# Jeanine Delpech
Jeanine Delpech   (Évecquemont, 1 d'agost de 1905 - 7è districte de París, 3 de juliol de 1992), nascuda Jeanine Louise Nelly Delpech, fou una periodista, traductora francesa, autora de novel·les sentimentals i de diverses novel·les i obres històriques. Ha publicat amb diversos pseudònims –Jean de Lutry, per als relats sentimentals i Robert Beauchamp en diverses novel·les policíaques– i també amb els seus noms de casadaː Jeanine Goldet, Jeanine Antoine-Goldet i també Louise Nelly Delpech-Tessier.

## Biografia

### Família
Jeanine Louise Nelly Delpech nasqué l'any 1905 al castell del Priorat a Évecquemont, filla d'Edmond Jean Frédéric Marie Delpech, advocat, i Françoise Marie Reina Suzanne Estier.

### Carrera
Llicenciada en Lletres per la Facultat de París, col·laborà durant molts anys al diari literari i artístic Les Nouvelles littéraires, així com en altres publicacions culturals.
Va començar la seva carrera literària publicant moltes obres històriques, entre les quals diverses sobre casos criminals o lladres famosos. També publicà algunes novel·les sentimentals, de vegades signades amb el pseudònim Jean de Lutry.
Com a traductora, és autora de les versions franceses de les novel·les Eh bien, ma jolie, de James Hadley Chase, Les Lévriers du seraglio, de Mary Stewart, i el relat biogràfic d'Ernest Hemingway titulat Les Vertes Collines d'Afrique.
Amb el pseudònim de Robert Beauchamp, publicà mitja-dotzena de novel·les policíaques aparegudes als anys de 1960 i 1970.
Vida personal
L'any 1925 es casà amb Antoine Goldet, llavors alumne a l'Escola Normal. La seva filla Nicole naixia l'any següent i el seu fill François l'any 1929. Després del divorci, Jeanine Delpech es tornà a casar l'any 1937 amb Robert Tessier.

## Obra

### Novel·les

#### Novel·les sentimentals
- Les Noces de minuit, 1955
- Le Serpent d’émeraude, 1957

#### Altres novel·les sentimentals signades com a Jean de Lutry
- Cendrillon à Hollywood, 1951
- Les Fiancés de Venise, 1957
- La Violette et l’Orchidée, 1958

#### Novel·les policíaques signades com a Robert Beauchamp
- Flagrant Délire, 1961
- Les Nymphes d’Auteuil, 1962
- Six x = zéro, 1971
- L’Héritière malgré elle, 1971
- Des nuits trop blanches, 1973

#### Altres novel·les
- Les Liens de fumée, 1947
- Une nuit pour le diable, 1960
- Isaline, 1971

### Obres històriques
- La Double Mary, reine des voleurs au temps de Shakespeare, 1943
- Louise de Kéroualle, 1949
- L’Âme de la Fronde: Madame de Longueville, 1957, Premi Alice-Louis-Barthou 1958 de l'Académie Française.[12]

- L’Amour le plus tendre: Le Chevalier de Boufflers et Mme de Sabran, 1964
- La Passion de la Marquise de Sade, 1970
- Gentleman jusqu’au crime, 1972
- La Demoiselle à l’arsenic, 1973

### Traduccions de l'anglès al francès
- Eh bien, ma jolie, de James Hadley Chase
- Les Lévriers du seraglio, de Mary Stewart
- Les Vertes Collines d'Afrique, relat biogràfic d'Ernest Hemingway